# NS3 (вирус гепатита C)

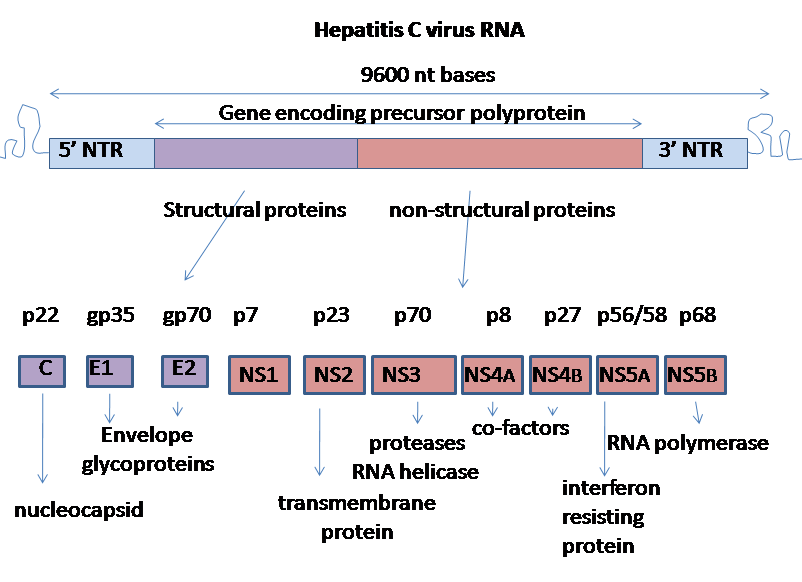
Геном ВГС

Неструктурный белок 3 (NS3), также известный как p-70 — неструктурный вирусный белок массой около 70 кДа.
Продукт расщепления полипротеина вируса гепатита С.
Треть белка близкая к N-концу действует как сериновая протеаза, остальные две трети (С-конец) — как РНК-Хеликаза (DexH/D-box) и НТФаза. N-концевая часть NS3 (около 180 аминокислот) может являться регуляторным кофактором белка NS2.
Кофактором NS3 является NS4A.
Ряд лекарственных препаратов направлены на блокирование работы данного белка. Среди них: Боцепревир, sovaprevir, паритапревир и телапревир.